# Kosmetologia

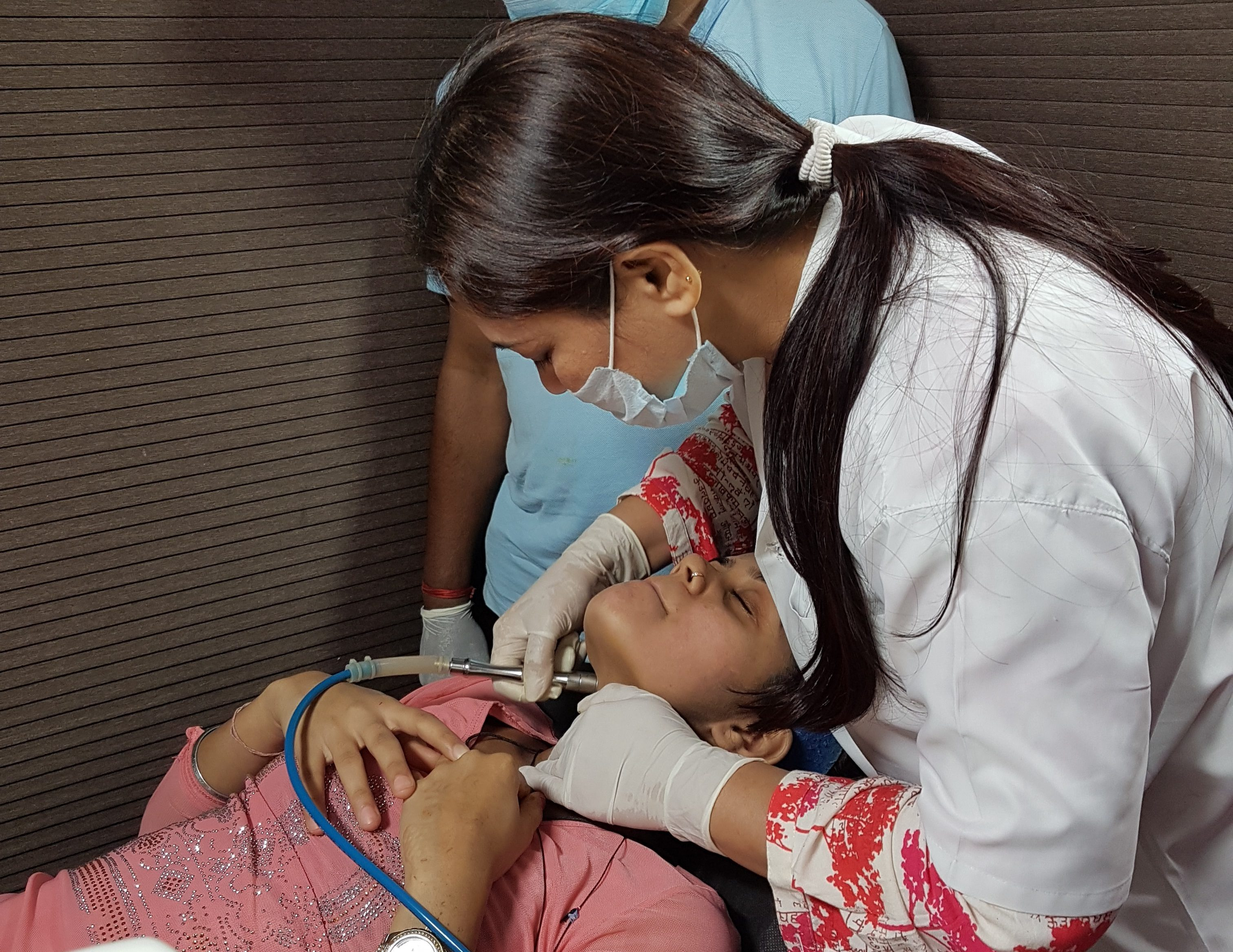
Lekarz wykonujący zabieg mikrodermabrazji polegający na usunięciu martwego naskórka

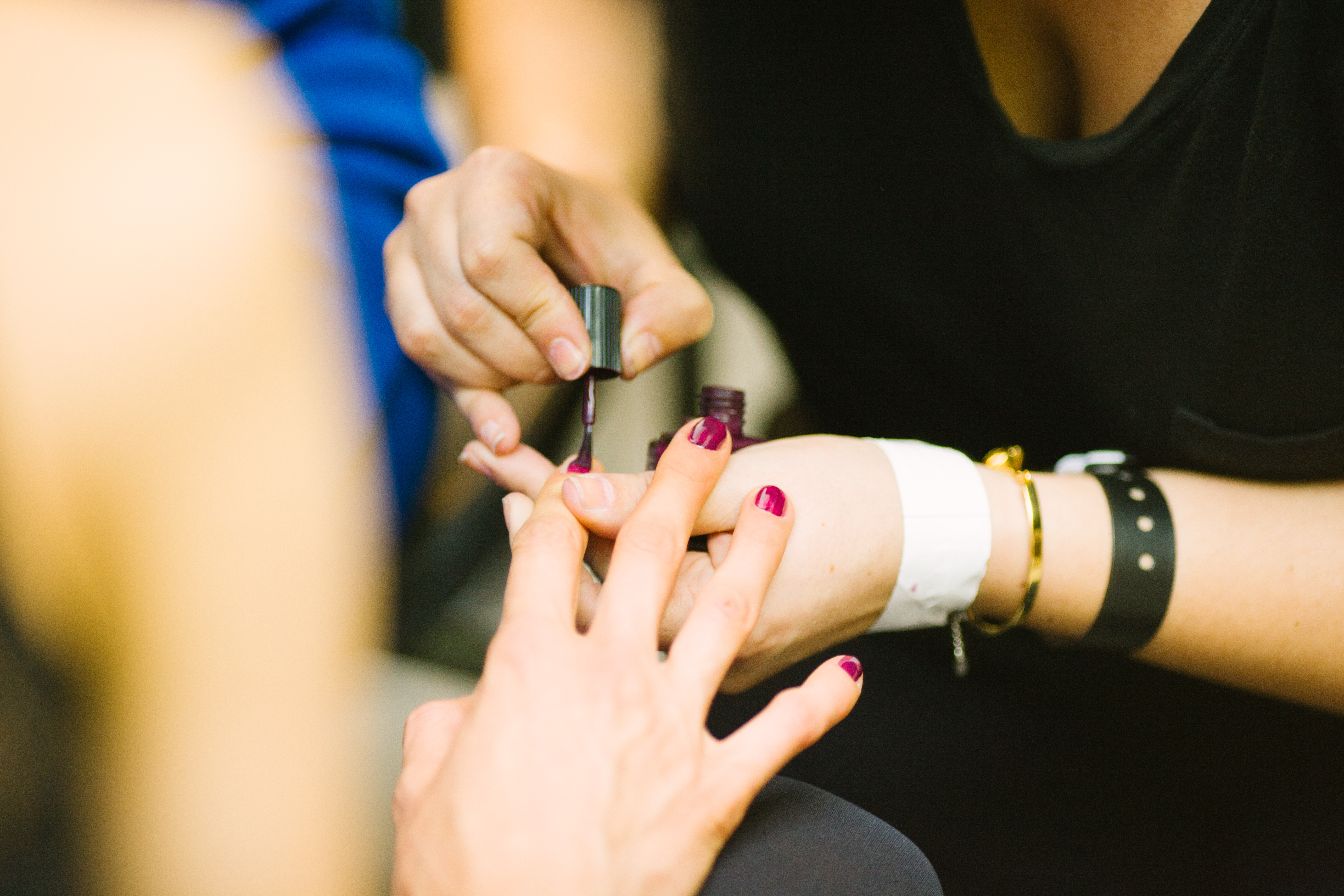
Nakładanie lakieru na paznokcie

Bielactwo nabyte (ang. vitiligo)

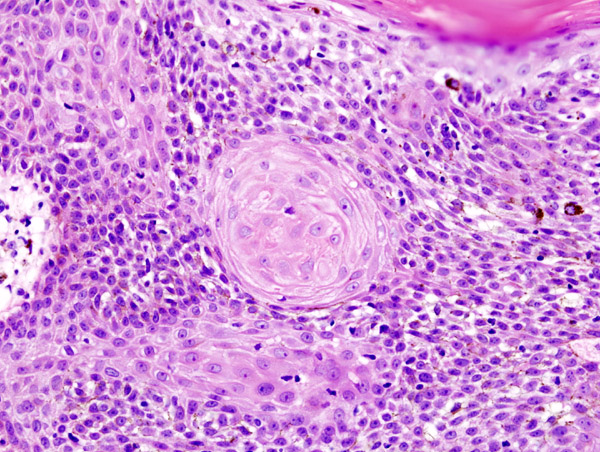
Obraz histopatologiczny łojotokowego zapalenia skóry

Kosmetologia (łac. cosmetologia), kosmetyka lekarska – dział dermatologii zajmujący się badaniem, opisywaniem, leczeniem i pielęgnowaniem skóry dotkniętej chorobą lub defektem (alergie, suchość, łojotok, łuszczenie, zmarszczki) oraz włosów, paznokci. Kosmetologia związana jest z higieną życia i odżywiania, metodami farmakologicznymi, fizykoterapeutycznymi i chirurgią plastyczną. Celem tych działań jest zwiększanie za pomocą środków kosmetycznych atrakcyjności fizycznej ciała ludzkiego. Nazwa dyscypliny wywodzi się od greckich słów kosmetes – sługa toaletowy i kosmetikos – upiększający, a według innych badaczy od greckiego słowa kosmos, które oznacza porządek, ład, ozdobę.
W zakresie poznawczo-opisowym kosmetologia opiera się na metodologii nauk przyrodniczych (chemii, biologii, biofizyki, medycyny), antropologii i antropometrii, socjologii, psychologii oraz estetyki i filozofii. W zakresie interwencyjnym kosmetologia związana jest z higieną życia i odżywiania, a poprawę atrakcyjności fizycznej ciała człowieka osiąga metodami nieinwazyjnymi – kosmetykami, zabiegami pielęgnacyjnymi, interwencjami dietetycznymi, rehabilitacją. Jednak w pierwszym rzędzie służy ona utrzymywaniu, przywracaniu bądź poprawie wyglądu zewnętrznego, a nie utrzymywaniu, przywracaniu czy poprawie funkcji organizmu, jak dzieje się w przypadku rehabilitacji lub dietetyki. Kosmetologia jest również powiązana z metodami farmakologicznymi, fizykoterapeutycznymi, medycyną estetyczną i chirurgią plastyczną.

## Historia
Kosmetologia sięga swoimi korzeniami do starożytności. Pierwsze kosmetyki wytwarzano w starożytnym Egipcie ok. 3000 r. p.n.e. Pierwotnie kosmetologia zajmowała się nie tylko dbaniem o urodę, ale i tzw. „kosmetyką negatywną” - wypalanie, tatuowanie czy barwienie skóry. W cywilizacjach pierwotnych ciało zdobiono w ten sposób w związku z ważnymi wydarzeniami w życiu społecznym, jak śmierć, nowonarodzenie bądź osiągnięcie wieku dojrzałości. Rozwój kosmetologii na przestrzeni dziejów związany był z rozwojem nauk medycznych. Aż do końca XVII wieku obowiązywała nauka Hipokratesa. Zgodnie z nią wszystkie choroby, w tym choroby skóry uznawano za wynik chorób ogólnoustrojowych. Pierwszą książkę o kosmetologii – Gospoda pod barwną skórą – napisał i wydał Samuel Hafenreffer w XVII wieku, przedstawiając w niej najstarsze mikstury służące upiększaniu. Wiek XVIII był przełomowy w rozwoju kosmetologii. Skórę uznano wtedy za odrębny i ważny organ ludzkiego organizmu, co zaowocowało licznymi publikacjami na ten temat. W XIX wieku zaczęła się masowa produkcja preparatów kosmetycznych w laboratoriach przyaptecznych, czemu towarzyszyło tworzenie się wielu firm kosmetycznych. Proces ten nabrał na sile w I połowie XX wieku, a w II połowie XX wieku kosmetyki i zabiegi kosmetyczne zyskały jeszcze wyższą rangę. Wówczas kosmetologia stała się też dziedziną akademicką – w Polsce od 1997 roku.

## Zakres dziedziny
Współczesna kosmetologia jest obszerną, interdyscyplinarną dziedziną wiedzy z zakresu ogólnych przedmiotów medycznych, chemicznych i biologicznych. Dotyka zagadnień z obszaru dermatologii i medycyny estetycznej, będąc dyscypliną mocno z nimi związaną. Obejmuje wiedzę z kręgu zarówno podstawowych, jak i klinicznych nauk medycznych (anatomię, histologię i fizjologię komórki, fizjologię, biochemię, chemię ogólną i kosmetyczną, dermatologię, alergologię, chirurgię plastyczną, geriatrię, onkologię, promocję zdrowia, endokrynologię). Oprócz tego w zakres wiedzy kosmetologa wchodzi psychologia, sensoryka i higiena. W kosmetologii stosuje się również te same zabiegi fizykoterapeutyczne i fitoterapeutyczne, co w dermatologii i fizjoterapii. Kosmetolog jest więc zawodem mocno zbliżonym do stricte medycznego.
W obszarze zainteresowań kosmetologii znajdują się:
- profilaktyka mająca na celu opóźnienie zewnętrznych oznak procesu starzenia się (bruzdy, zmarszczki);
- zapobieganie powstawaniu defektów skórnych oraz zachowanie jak najdłużej sprawności życiowej;
- zagadnienia związane z upiększaniem;
- skład preparatów kosmetycznych i ich wpływ na poszczególne rodzaje skóry;
- korygowanie wad wyglądu zewnętrznego (także ze względu na ich wpływ na psychikę i samopoczucie pacjentów);
- zagadnienia lecznicze dotyczące zmian skórnych, które niekorzystnie wpływają na wygląd zewnętrzny;
- problemy otyłości (zarówno ze względów estetycznych, jak również ich wpływu na stan ogólny ustroju);
- wpływ promieniowania nadfioletowego na skórę;
- odczyny toksyczno-alergiczne, związane z kosmetykami (wyprysk kontaktowy alergiczny, alergia typu humoralnego, uczulenie na związki z tzw. grupą "para")[4].

## Najważniejsze zabiegi
W ramach kosmetologii upiększającej wykonywane są np. manicure i pedicure kosmetyczny, makijaż okolicznościowy i trwały, przedłużanie i zagęszczanie rzęs czy henna na brwi i rzęsy. Do tej grupy zalicza się też różnego rodzaju depilacje owłosienia.
Kosmetologia pielęgnacyjna to zabiegi kosmetyczne, między innymi o działaniu rewitalizującym, regenerującym czy liftingującym, które mają na celu utrzymanie elastyczności skóry i mięśni czy zapobieganie powstawaniu bruzd i zmarszczek. Reprezentatywnymi zabiegami z tej podgrupy są mikrodermabrazja, złuszczanie naskórka czy maski.
W zakres kosmetologii leczniczej wchodzi terapia schorzeń (zwykle jako wsparcie leczenia dermatologicznego): 
- zmian barwnikowych skóry (bielactwo nabyte, ostuda, piegi, plamy na grzbiecie dłoni, tatuaż);
- uszkodzeń skóry pochodzenia mechanicznego (modzel, nagniotek);
- zaburzeń wydzielania potu, chorób łojotokowych skóry (łojotok, łupież owłosionej skóry głowy, łojotokowe zapalenie skóry, trądzik młodzieńczy, przyustne zapalenie skóry);
- zmiany w strukturze włosów (siwienie, uszkodzenia włosów i owłosionej skóry głowy);
- zmian w obrębie paznokci (bruzdowanie podłużne, bruzdowanie poprzeczne, wrastający paznokieć) itp.[5]

W łagodzeniu objawów tych schorzeń kosmetolodzy wykorzystują m.in. mezoterapię, radiofrekwencję czy peelingi medyczne.